# 月のピラミッド

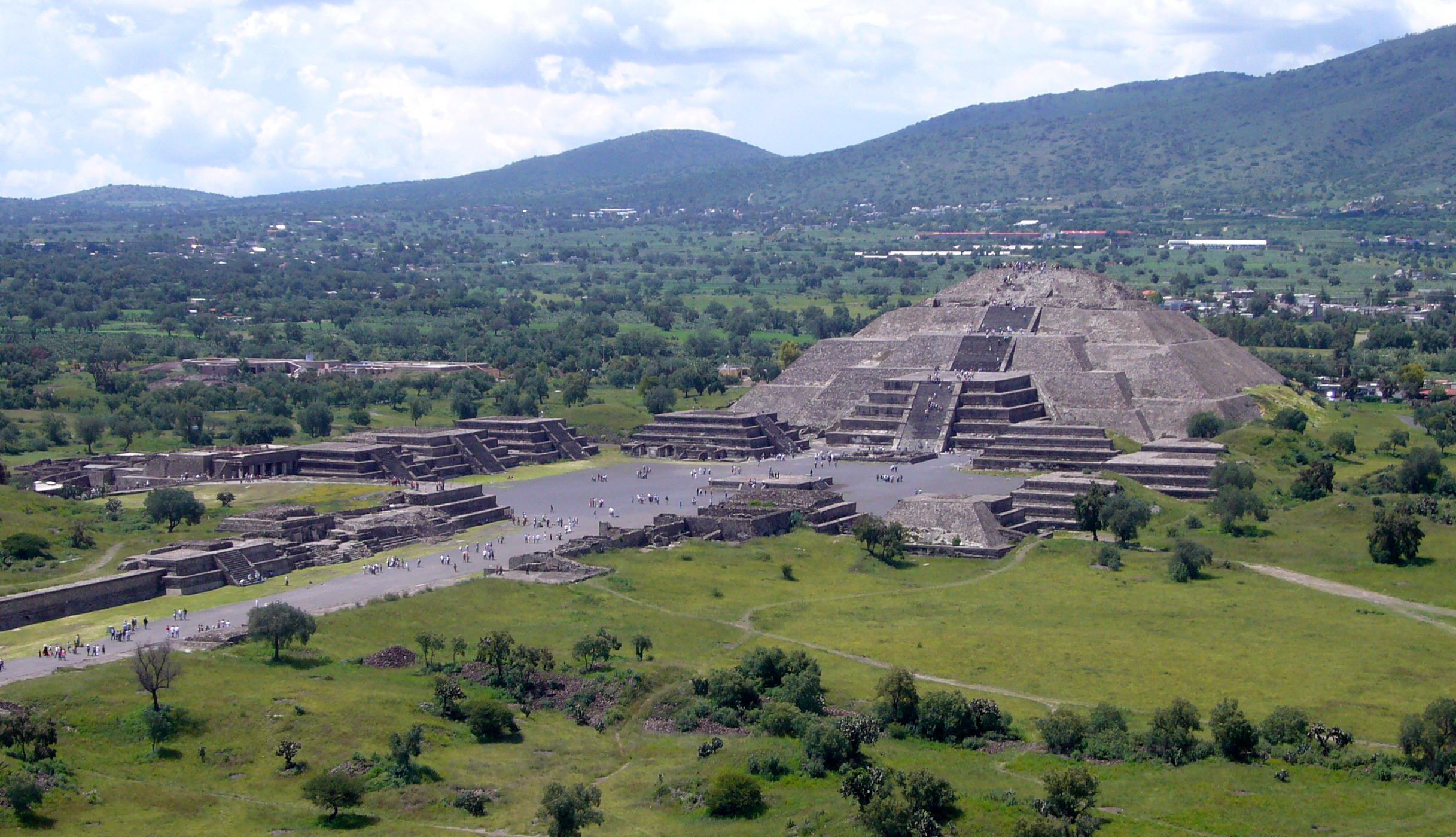
月のピラミッド

月のピラミッド（つきのピラミッド）はテオティワカンに現存するうち、太陽のピラミッドに次いで2番目に大きな構造物である。メキシコのテオティワカン遺跡の北の端に建っており、その真北にみえるセロ・ゴード山を模倣するかのように建設されている。ナワトル語ではテナン (Tenan) と呼ばれており、これは "母、もしくは石" という意味である。月のピラミッドは太陽のピラミッドと似た構造で建造されており、同様の構造は紀元200年以前から存在していた。
建設は周囲の建造物群と合わせて100年ごろから始まり450年ごろまで続いた。正面の斜面には、死者の大通りから繋がるタルー・タブレロ構造で4段の階段状の祭壇があり、ピラミッドの頂上の舞台にまで繋がっている。かつてこの壇上には、ピラミッドの麓で彫刻が見つかった月と水と豊穣の女神で、自らと地球も造ったテオティワカンの大女神を讃えるための、式典を行う壇があったと考えられている。
ピラミッド正面には月の広場がある。広場の中央には内側が五点形 (Quincunx)、もしくは「テオティワカンの十字架」と呼ばれる独自の構造をした祭壇がある。

## 歴史
紀元前150年と西暦500年に、メソアメリカの人々は22平方キロメートルの高原に大都市を建造し、繁栄した。テオティワカンを造った人々の民族性についてはほとんど分かっておらず、議論の対象となっています。ツァクアリ相 (0年〜150年) と呼ばれる初期のテオティワカンでは、月のピラミッドと太陽のピラミッドを建造に使われてる独創的な建設様式が開発された。また、テオティワカンの都市部は、15の巨大なピラミッドに囲まれた広場をもち、主軸に沿って計画的に都市化されている。アステカの人々は月に関するの巨大な石像が載っている、と表現していた。この像はピラミッドの頂上ではないところで発見され、22トンある水の大女神の像だった。
1998年初めから、考古学者が月のピラミッドの下の発掘調査を行った。調査により、月のピラミッドは初めに建てられてから少なくとも6回増築されていたことが明らかになった。増築するごとにより大きくなっており、増築前のピラミッドを覆い隠す形で建造されていた。
考古学者たちはピラミッドの層を掘り進み、初期のテオティワカンの頃の埋蔵物を発見した。1999年に、日本の愛知県立大学及びアリゾナ州立大学の杉山三郎とメキシコメキシコ国立人類学歴史研究所 (INAH. National Institute of Anthropology and History) のルベン・カブレラ (Ruben Cabrera) の調査団は、5層目建造の際に作られたと考えられる墓所を発見した。そこには、人の骨、動物の骨、宝石、黒曜石の刃物などがあり、その他多種多様な捧げ物と思われる物品があった。これらは100年から200年の間頃に埋葬されたと推定されている。
また、第4層建造時に作られた大女神に関連する墓所が1998年に発見されている。これには生贄と考えられるヒト一人と、オオカミ、ジャガー、ピューマ、ヘビ、鳥などの骨、また400を超える異物と共に見つかった。その中には大きな緑色岩や黒曜石の人形、儀式用と思われるナイフ、鏃などがあった。